# Metanosarcina-fenazina idrogenasi
La Metanosarcina-fenazina idrogenasi è un enzima appartenente alla classe delle ossidoreduttasi, che catalizza la seguente reazione:
H2 + 2-(2,3-diidropentaprenilossi)fenazina ⇄ 2-diidropentaprenilossifenazina
L'enzima contiene nichel, clusters ferro-zolfo e citocromo b. L'enzima estratto da alcune sorgenti contiene selenocisteina.